# Deutsches Meisterschaftsrudern 1910
Das 29. Deutsche Meisterschaftsrudern wurde 1910 in München ausgetragen. Es wurden Rennen in vier Bootsklassen ausgetragen.

## Medaillengewinner
| Bootsklasse            | Gold | Silber | Bronze |
| ---------------------- | --- | --- | --- |
| Einer                  | Ernst Maschmann (Mainzer RG) | Heinrich Böttinger (ETuF Essen) | keine weiteren Boote im Ziel |
| Zweier ohne Steuermann | Ludwigshafener RV von 1878 Hermann Wilker Otto Fickeisen                                                                                                   | Berliner RC Georg Pfältzer, Wilhelm Düskow | keine weiteren Boote |
| Vierer ohne Steuermann | Spindlersfelder RV Otto Noack Willi Steeger Richard Reiche Johannes Jurich                                                                                 | Mainzer RV Josef Falk Max Minthe Oskar Cordes Lorenz Eismayer                                                                                              | Ludwigshafener RV von 1878 Stefan Welker Albert Arnheiter Hermann Wilker Otto Fickeisen                                                                               |
| Achter                 | Spindlersfelder RV Otto Noack Georg Horn Hans Richter Willi Steeger Fritz Bartholomae Willi Bartholomae Richard Reiche Johannes Jurich Paul Hentsch (Stm.) | Mainzer RV Ludwig Peters Max Minthe Josef Falk Philipp Schreiner Karl Minthe Oskar Cordes Richard Piez Lorenz Eismayer Johan Baptist Strohschnitter (Stm.) | RC Favorite Hammonia Willy Griepenkerl Richard Bouncken Adolf Schütte Robert Dickhaut Oswald Körner Kurt Hoffmann Sverre Madsen Friedrich Pinckert Robert Nohr (Stm.) |